# トマス・ブルース (第7代エルギン伯爵)
第7代エルギン伯爵および第11代キンカーディン伯爵トマス・ブルース（英: Thomas Bruce, 7th Earl of Elgin and 11th Earl of Kincardine, PC、1766年7月20日 - 1841年11月14日）は、イギリスの政治家、外交官、陸軍軍人、貴族。パルテノン神殿から浮彫り壁画「エルギン・マーブル」を剥ぎ取って英国に持ち帰った人物として知られる。

## 経歴
1766年7月20日に第5代エルギン伯爵・第9代キンカーディン伯爵チャールズ・ブルースとその妻マーサ(旧姓ホワイト(Whyte))の間の次男として生まれた。
1771年5月に父が死去し、兄ウィリアム・ブルースが第6代エルギン伯爵位を継承したが、この兄も同年7月に7歳で死去したため、ジェイムズが5歳にして第7代エルギン伯爵位を継承することになった。
ハーロー校とウェストミンスター校を経てセント・アンドルーズ大学へ進学。セント・アンドルーズ大学ではギリシア・ローマ古典を専攻し、ギリシア悲劇研究で大学賞を得た。またスコットランド啓蒙主義の指導者であるウィリアム・ロバートソン教授の影響を受け、市民法(civil law)への造形を深め、外交の道に進むことを決心した。ついでフランスに留学してパリ大学でも学んだ。
1785年に陸軍のスコッツガーズに入隊。
スコットランド近代化指導者の初代メルヴィル子爵ヘンリー・ダンダスの後援を受けて、1790年にはオランダ・ハーグに派遣され、ヨーロッパ諸国の情報収集にあたった。
また1790年から1807年にかけてはスコットランド貴族の貴族代表議員に選出されて貴族院議員に列した。所属政党はトーリー党だった。
1792年には駐ブリュッセル公使、1795年には駐プロイセン公使、1799年には枢密顧問官に列するとともに駐オスマン帝国大使に就任。1803年まで在職した。1798年にはフランスでナポレオン・ボナパルトが登場してエジプト遠征を開始し、オスマンにも進撃した。エルギン伯は1801年に妻をつれてオスマン帝国に赴き、イギリス軍に助言を与えてフランス軍の撃破に貢献した。そのことでオスマンから感謝された。
古典愛好家だったエルギン伯は、オスマン大使在職中にオスマン皇帝セリム3世の許可を得て、1802年から3度にわたって当時オスマン領だったアテネのパルテノン神殿から後に「エルギン・マーブル(エルギン大理石)」と呼ばれる浮彫り壁画を剥ぎ取ってイギリス本国へ輸送した。しかしこの剥ぎ取り作業と輸送にかかった私費は莫大であり、エルギン伯爵家の所領の石炭販売の利益をもってしても補いきれず、大英博物館への売却交渉に入ることを余儀なくされた。この彫刻群の価値を巡って議論があったが、結局1816年に国が購入することを決断し、大英博物館に納められることになった。現在では一級の美術品とされている。エルギン伯のこの行為については文化財泥棒と批判されることもあるが、貴重な文化財を散逸から守ったとする擁護論もある。1810年に詩人の第6代バイロン男爵ジョージ・ゴードン・バイロンがギリシャを訪問した際、パルテノン神殿の削り取られた浮彫り壁画の跡を見て嫌悪感を持ち、エルギン伯を「古典芸術破壊者」と批判し、『ミネルバの呪い(The Curse of Minerva)』と題する詩を書いたことでエルギン伯は有名となり、彼が剥ぎ取った彫刻群は「エルギン・マーブル」と呼ばれるようになった。バイロンは代表作「チャイルド・ハロルドの巡礼」第二巻においても、エルギン伯を「最悪の、愚鈍な強奪者」と罵っている。
1807年にロシアが南下して第三次露土戦争を起こした際、エルギン伯はヨーロッパ各地で情報収集して英国政府の対応にも関与し、1812年1月のダーダネルスでの和平条約締結に貢献した。
1820年から1841年の死去まで再びスコットランド貴族の貴族代表議員に選出されて貴族院議員を務めた。
1841年11月14日にパリで死去した。爵位は次男ジェイムズ・ブルースが継承した（長男ジョージはこの前年に死去）。

## 栄典

### 爵位
1771年7月15日の兄ウィリアム・ブルースの死去により以下の爵位を継承した。
- 第7代エルギン伯爵 (7th Earl of Elgin)
(1633年6月21日の勅許状によるスコットランド貴族爵位)
- 第11代キンカーディン伯爵 (11th Earl of Kincardine)
(1647年12月26日の勅許状によるスコットランド貴族爵位)
- キンロスの第7代ブルース卿 (7th Lord Bruce of Kinloss)
(1633年6月21日の勅許状によるスコットランド貴族爵位)
- トーリーの第11代ブルース卿 (11th Lord Bruce of Torry)
(1647年12月26日の勅許状によるスコットランド貴族爵位)

### 陸軍階級
- 1809年、陸軍少将(Major-General)[2]
- 1814年、陸軍中将(Lieutenant-General)[2]
- 1837年、陸軍大将(General)[1][2]

### その他名誉職
- 1799年、枢密顧問官(Privy Counsellor(PC))[1][2]

## 家族
エルギン伯は2度結婚した。1799年3月11日に庶民院議員ウィリアム・ハミルトン・ニスベットの娘メアリー・ニスベット(1778–1855)と最初の結婚をした。彼女との間に1男3女を儲けた。
- ジョージ・チャールズ・コンスタンティン（George Charles Constantine Bruce, Lord Bruce, 1800年 - 1840年） - 儀礼称号でブルース卿
- メアリー・ブルース（Mary Bruce, ? - 1883年） - ロバート・ダンダス（英語版）と結婚
- マティルダ・ハリエット・ブルース （Lady Matilda Harriet Bruce, ? - 1857年） - 第8代準男爵ジョン・マクスウェル（英語版）と結婚
- ルーシー・ブルース（Lady Lucy Bruce, ? - 1881年） - ジョン・グラントと結婚

1808年にメアリーと離婚。1810年9月21日に庶民院議員ジェイムズ・タウンゼンド・オズヴァルドの娘エリザベス・オズヴァルド(Elizabeth Oswald, 1790-1860)と結婚。彼女との間に以下の4男3女を儲けた。
- ジェイムズ・ブルース（James Bruce, 1811年 - 1863年） - 第8代エルギン伯爵位を継承。外交官、政治家、植民地行政官。
- ロバート・ブルース（Robert Bruce, 1813年 – 1862年） - 陸軍中佐
- フレデリック・ウィリアム・アドルファス・ブルース（英語版）（Frederick William Adolphus Wright-Bruce, 1814年 - 1867年） - 外交官
- トマス・チャールズ・ブルース（英語版）（Thomas Charles Bruce, 1825年 - 1890年） - 保守党の庶民院議員
- シャーロット・クリスティアン・ブルース（Charlotte Christian Bruce, ? - 1872年） - フレデリック・ロッカーと結婚
- オーガスタ・フレデリカ・エリザベス・ブルース（英語版）（Augusta Frederica Elizabeth Bruce, ? - 1876年） - ケント公夫人ヴィクトリアの女官。ヴィクトリア女王の寝室女官。アーサー・ペンリン・スタンリー（英語版）と結婚
- フランシス・アン・ブルース（Frances Anna Bruce, ? - 1894年） - エディンバラ公夫人マリアの女官。イヴァン・バイリー（英語版）と結婚